# 瑪莎·曼森

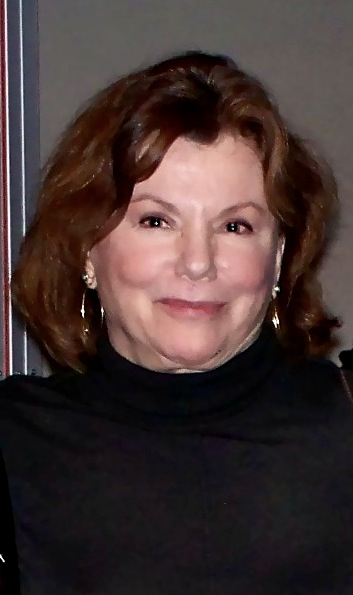
演员玛莎·曼森在戏剧节

瑪莎·曼森（Marsha Mason，1942年4月3日—）是英國電影演員，她曾在1972年以電影《來去自由的灰姑娘》獲得金球獎剧情类电影最佳女主角。